# Satèl·lits de Mart
Els dos satèl·lits de Mart són Fobos i Deimos. Ambdós tenen una forma irregular, van ser descoberts per l'astrònom estatunidenc Asaph Hall l'agost de 1877 i porten el nom dels bessons mitològics grecs Fobos (por) i Deimos (pànic), fills d'Afrodita (conegut pels romans com a Venus) i Ares (conegut pels romans com a Mart), que van acompanyar el seu pare a la batalla. En comparació amb la Lluna de la Terra, les llunes Fobos i Deimos són petites.

## Història
Les especulacions sobre l'existència de les llunes de Mart van començar quan es van descobrir les llunes de Júpiter. Quan Galileo Galilei, va redactar un informe ocult sobre l’observació de dues protuberàncies als costats de Saturn (després es va descobrir que eren els seus anells), va utilitzar l’anagrama smaismrmilmepoetaleumibunenugttauiras per a l’Altissimum planetam tergeminum observavi ("He observat que el planeta més llunyà tenia una triple forma"). Johannes Kepler l’havia malinterpretat com a Salve umbistineum geminatum Martia proles ("Hola, bessons furiosos, fills de Mart)".
Potser inspirada en Kepler (i citant la tercera llei de Kepler sobre el moviment planetari), la sàtira de Jonathan Swift Els viatges de Gulliver (1726) fa referència a dues llunes en el capítol 3 de la part 3 (el "viatge a Laputa"), en què es descriu que els astrònoms de Laputa van descobrir dos satèl·lits de Mart orbitant a distàncies d'entre 3 i 5 diàmetres marcians amb períodes de 10 i 21,5 hores. Phobos i Deimos (tots dos trobats el 1877, més d’un segle després de la novel·la de Swift) tenen distàncies orbitals reals d’1,4 i 3,5 diàmetres marcians i els seus respectius períodes orbitals són de 7,66 i 30,35 hores. Al segle xx, V. G. Perminov, un dissenyador de naus espacials, les soviètiques Mars i Venus, va especular que Swift va trobar i desxifrar registres que els marcians van deixar a la Terra. Tanmateix, l'opinió de la majoria dels astrònoms és que Swift simplement utilitzava un argument comú de l'època, que com que els planetes interns Venus i Mercuri no tenien satèl·lits, la Terra en tenia un i Júpiter en tenia quatre (coneguts en aquell moment), que Mart per analogia n'ha de tenir dos. A més, com que encara no havien estat descoberts, es raonava que havien de ser petits i propers a Mart. Això portaria Swift a fer una estimació aproximadament precisa de les seves distàncies orbitals i períodes de revolució. A més, Swift podria haver estat ajudat en els seus càlculs pel seu amic, el matemàtic John Arbuthnot.
El conte "Micromégas" de Voltaire de 1752, sobre un visitant estranger a la Terra, també fa referència a dues llunes de Mart. Voltaire va ser presumiblement influït per Swift. En reconeixement d'aquestes "prediccions", dos cràters de Deimos reben el nom de Swift i Voltaire, mentre que a Phobos hi ha un regio, Laputa Regio, i un planitia, Lagado Planitia, llocs on els viatges de Gulliver (la fictícia Laputa, una illa voladora i Lagado, capital imaginària de la nació fictícia Balnibarbi). Molts dels cràters de Phobos també reben el nom de personatges de Els viatges de Gulliver.

### Descobriment

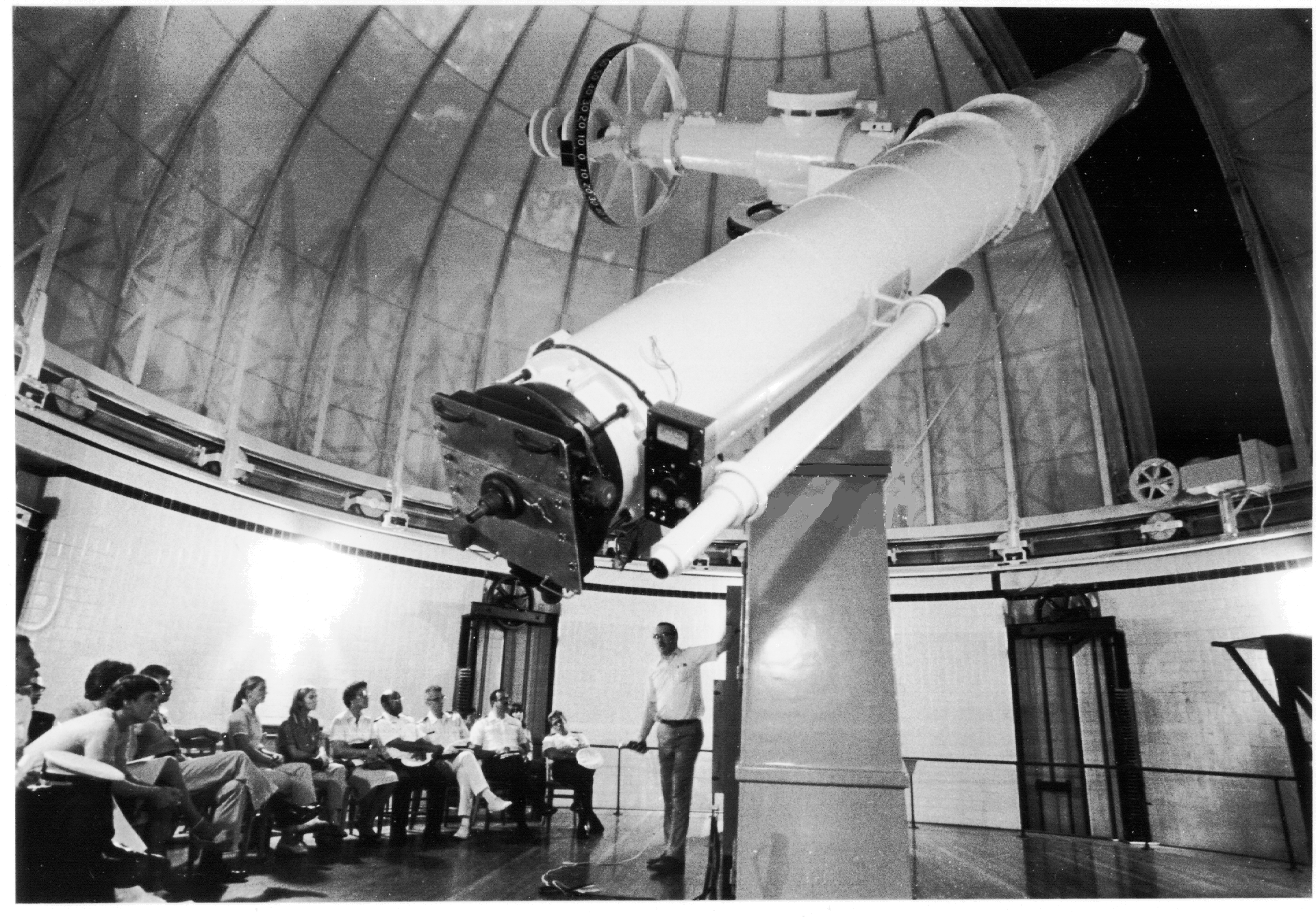
El telescopi utilitzat per descobrir les llunes de Mart.

Asaph Hall va descobrir Deimos el 12 d'agost de 1877 a les 07:48 UTC i Phobos el 18 d'agost de 1877 a l'Observatori Naval dels Estats Units a Washington DC, cap a les 09:14 GMT. En aquell moment, buscava expressament llunes marcianes. Hall havia vist anteriorment el que semblava una lluna marciana el 10 d'agost, però a causa del mal temps, no va poder identificar-les definitivament fins més tard.

Hall va registrar el seu descobriment de Phobos al seu quadern de la manera següent:
"Vaig repetir l'examen a la primera part de la nit de l'11 [agost de 1877], i de nou no vaig trobar res, però intentant-ho de nou unes hores més tard vaig trobar un objecte feble al costat seu i una mica al nord del planeta. Amb prou feines havia tingut temps de garantir una observació de la seva posició quan la boira del riu va aturar els treballs, a dos quarts de dotze de la nit del dia 11. Hi va haver temps ennuvolat durant diversos dies."
"El 15 d'agost el temps semblava més prometedor, vaig dormir a l'Observatori. El cel es va esclarir amb una tempesta a les 11 en punt i vaig reprendre la cerca. L'atmosfera, però, estava en molt mal estat i Mart estava tant ardent i inestable que no es veia res, que ara sabem que estava en aquella època tan a prop del planeta com per ser invisible."
"El 16 d'agost es va tornar a trobar l'objecte al costat del planeta i les observacions d'aquella nit van mostrar que es movia amb el planeta i, si hi havia un satèl·lit, era a prop d'un dels seus allargaments. Fins aquest moment no havia dit res a ningú de l’Observatori de la meva recerca d’un satèl·lit de Mart, però en sortir de l’observatori després d’aquestes observacions del dia 16, cap a les tres de la matinada, li vaig dir al meu ajudant, George Anderson, a qui havia mostrat l'objecte, pensava que havia descobert un satèl·lit de Mart. Li vaig dir també que callés, ja que no desitjaria que es digués res fins que l’assumpte no estigués fora de dubte. No va dir res, però la cosa era massa bona per mantenir-la i ho vaig deixar anar el 17 d’agost, entre la una i les dues en punt, mentre reduïa les meves observacions, el professor Newcomb va entrar a la meva habitació per dinar i li vaig ensenyar les meves mesures del feble objecte a prop de Mart que demostraven que es movia amb el planeta."

"El 17 d'agost mentre esperava i observava la lluna exterior, vaig descobrir-ne una a l'interior. Les observacions dels dies 17 i 18 van posar fora de dubte el caràcter d'aquests objectes i el descobriment va ser anunciat públicament per l'almirall Rodgers."
El telescopi utilitzat per al descobriment va ser el refractor de 26 polzades (66 cm) (telescopi amb una lent) situat aleshores a Foggy Bottom. El 1893 es va tornar a muntar l'objectiu i es va col·locar en una nova cúpula, on es manté fins avui.
Els noms, originalment escrits com Fobus i Deimus, respectivament, van ser suggerits per Henry Madan (1838-1901), mestre de ciències d'Eton, del llibre XV de la Ilíada.

### Noves recerques
Anys més tard, s'han realitzat cerques de satèl·lits addicionals. El 2003, Scott S. Sheppard i David C. Jewitt van examinar gairebé tota l'esfera Hill de Mart per trobar satèl·lits irregulars. Tot i que la llum dispersada de Mart els va impedir buscar els pocs minuts d'arc interns on resideixen els satèl·lits Phobos i Deimos. No es va trobar cap satèl·lit nou amb una magnitud vermella limitant aparent de 23,5, que correspon a radis d'uns 0,09 km amb una albedo de 0,07.

## Característiques
El primer mesura 27 x 21 x 19 km i el segon tan sols 15 x 12 x 11 km. Deimos gravita a 20.000 km d'altitud i Phobos a 6.100 km. Tot i la seva proximitat un de l'altre, aquests astres només són visibles en el cel marcià com uns punts lluminosos molt brillants. La brillantor de Deimos pot ser comparable a la de Venus vist des de la Terra; la de Phobos és diverses vegades més intensa.
Phobos presenta un període de translació al voltant de Mart de 7 h 39 min 14 s. En ser aquesta revolució molt més ràpida que la rotació del planeta sobre si mateix, per a un observador sobre la superfície del planeta, el satèl·lit descriu un moviment retrògrad: surt per l'oest i es pon per l'est.
Deimos inverteix 30 h 17 min 55 s a recórrer la seva òrbita. La seva revolució és, doncs, un poc més duradora que la rotació del planeta, la qual cosa fa que el satèl·lit es mogui lentament en el cel marcià: tarda 64 hores entre la seva sortida (aquest cop per l'est) i la seva posta (per l'oest). El més curiós és que, durant el temps en què roman visible, desenvolupa dues vegades el cicle complet de les seves fases.
Una altra particularitat dels satèl·lits de Mart és que, en orbitar sobre el pla equatorial del planeta i tan a prop de la seva superfície, no són mai visibles des de les regions polars: Deimos no pot ser vist des de més amunt del paral·lel 82º i Phobos des de latituds superiors a 69º. A més, totes dues llunes passen una gran part del seu recorregut orbital en el con de l'ombra projectada per Mart i, per tant, sense ser il·luminats pel Sol.

S'ha observat que Phobos pateix una acceleració secular que l'acosta lentament a la superfície del planeta (tan lentament que poden transcórrer cent milions d'anys abans que es produeixi la seva caiguda). Aquesta acceleració no ha pogut ser explicada fins ara. També existeixen encara incògnites sobre els orígens d'aquests satèl·lits. Les dues teories més esteses són que es podria tractar de dos asteroides capturats o que podrien ser dos cossos formats a l'entorn del planeta i alhora que aquest, però n'existeixen arguments en contra de totes dues. A més, Phobos presenta uns estrats que suggereixen que aquest satèl·lit hauria estat un fragment separat d'un altre astre major.
| Nom | Nom    | Nom       | Nom    | Diàmetre (km) | Massa (kg) | Radi orbital (km) | Període orbital (hores) | Descobridor (any) |
| --- | ------ | --------- | ------ | ------------- | ---------- | ----------------- | ----------------------- | ----------------- |
| Mars I | Phobos | /ˈfoʊbəs/ | Phobos | 22,2          | 1,08·10¹⁶  | 9,377 km          | 7h 39min 14s            | Asaph Hall (1877) |
| Mars II | Deimos | /ˈdaɪməs/ | Deimos | 12,6          | 2·1015     | 23,460 km         | 30h 17min 55s           | Asaph Hall (1877) |
| Les mides relatives i la distància entre Mart, Phobos i Deimos, a escala. (Carregueu la imatge a mida completa per veure les llunes de Mart.) |        |           |        |               |            |                   |                         |                   |

## Origen

Simulació de l'origen de les llunes de Mart

L'origen de les llunes de Mart encara és controvertit. Phobos i Deimos tenen molt en comú amb els asteroides carbonàtats de tipus C, amb espectres, albedo i densitat molt similars als dels asteroides de tipus C ó D. Basant-se en la seva similitud, una hipòtesi és que ambdues llunes poden ser asteroides del cinturó d'asteroides. Les dues llunes tenen òrbites molt circulars que es troben gairebé exactament al pla equatorial de Mart. La captura també requereix dissipació d’energia. L'atmosfera actual de Mart és massa fina per capturar un objecte de la mida de Phobos mitjançant la frenada atmosfèrica. Geoffrey A. Landis ha assenyalat que la captura es podria haver produït si el cos original fos un asteroide binari que es separés sota les forces de les marees.
Phobos podria ser un objecte del sistema solar de segona generació que es va formar en òrbita després que es formés Mart, en lloc de formar-se simultàniament a partir del mateix núvol de naixement que Mart.
Una altra hipòtesi és que Mart va estar envoltat de molts cossos de la mida de Phobos i Deimos, potser expulsats a l'òrbita al seu voltant per una col·lisió amb un gran planetesimal. L'elevada porositat de l'interior de Phobos (basada en la densitat d'1,88 g / cm3, s'estima que els buits representen entre el 25 i el 35 per cent del seu volum) és incompatible amb un origen asteroidal. Les observacions amb infraroig tèrmic suggereixen una composició que conté principalment fil·losilicats, molt presents a la superfície de Mart. Els espectres són diferents dels de totes les classes de meteorits, apuntant de nou cap a un origen asteroide. Ambdós conjunts de troballes recolzen un origen de Phobos a partir de material expulsat per un impacte a Mart que es va quedar en òrbita, similar a la teoria imperant sobre l'origen de la lluna terrestre.
Les llunes de Mart poden haver començat amb una enorme col·lisió amb un protoplaneta d'un terç de la massa de Mart que va formar un anell al voltant de Mart. La part interna de l'anell formava una gran lluna. Les interaccions gravitacionals entre aquesta lluna i l'anell exterior van formar Phobos i Deimos. Més tard, la gran lluna es va estavellar contra Mart, però les dues llunes petites van romandre en òrbita. Aquesta teoria concorda amb la superfície de gra fi de les llunes i la seva elevada porositat. El disc exterior crearia material de gra fi. Les simulacions suggereixen que l'objecte que va xocar amb Mart havia de ser de la mida de Ceres o Vesta perquè un impacte més gran hauria creat un disc i unes llunes més massives que haurien impedit la supervivència de petites llunes com Phobos i Deimos.
Més recentment, Amirhossein Bagheri de l'Observatori Naval dels Estats Units van proposar una nova hipòtesi sobre l'origen de les llunes. En analitzar les dades sísmiques i orbitals de la missió Mars InSight i altres missions, van proposar que les llunes van néixer de la interrupció d’un cos pare comú fa aproximadament d'1 a 2,7 mil milions d'anys. El progenitor comú de Phobos i Deimos va ser probablement colpejat per un altre objecte i es va destrossar fins a formar Phobos i Deimos.